# كارولين كرايغ
كارولين كرايغ (بالإنجليزية: Caroline Craig)‏ هي ممثلة أسترالية، ولدت في 30 أبريل 1975 في Abbotsford, Victoria ‏ في أستراليا.

## وصلات خارجية
- كارولين كرايغ على موقع IMDb (الإنجليزية)
- كارولين كرايغ على موقع ألو سيني (الفرنسية)
- كارولين كرايغ على موقع ميوزك برينز (الإنجليزية)
- كارولين كرايغ على موقع قاعدة بيانات الفيلم (الإنجليزية)
- كارولين كرايغ على موقع كينوبويسك (الروسية)